# Olympische Sommerspiele 1984/Handball
Bei den XXIII. Olympischen Spielen 1984 in Los Angeles wurden zwei Wettbewerbe im Handball ausgetragen.
Olympiasieger bei den Männern wurde die Mannschaft Jugoslawiens vor der Bundesrepublik Deutschland und Rumänien. Bei den Frauen gewann olympisches Gold ebenfalls die Mannschaft aus Jugoslawien vor Südkorea und der Volksrepublik China.
Aufgrund des Boykotts der Spiele durch zahlreiche starke Handballnationen des Ostblocks waren die Ergebnisse der Olympiaqualifikation hinfällig. Die deutsche Männer-Handballnationalmannschaft, die im olympischen Turnier Zweiter wurde, hatte die Qualifikation nach dem siebten Platz bei der WM 1982 und dem dritten Platz bei der B-WM 1983 verpasst, konnte aber aufgrund des Rückzugs anderer Mannschaften letztlich doch in Los Angeles teilnehmen.

## Männer

### Medaillengewinner
| Gold | Silber | Bronze |
| --- | --- | --- |
| Jugoslawien Zlatan Arnautović Mirko Bašić Jovica Elezović Mile Isaković Pavle Jurina Milan Kalina Slobodan Kuzmanovski Dragan Mladenović Zdravko Rađenović Momir Rnić Branko Štrbac Veselin Vujović Veselin Vuković Zdravko Zovko Rolando Pušnik Trainer: Branislav Pokrajac | BR Deutschland Jochen Fraatz Thomas Happe Arnulf Meffle Rüdiger Neitzel Michael Paul Dirk Rauin Siegfried Roch Michael Roth Ulrich Roth Martin Schwalb Uwe Schwenker Thomas Springel Andreas Thiel Klaus Wöller Erhard Wunderlich Trainer: Simon Schobel | Rumänien Mircea Bedivan Dumitru Berbece Iosif Boroș Alexandru Buligan Gheorghe Covaciu Gheorghe Dogărescu Marian Dumitru Cornel Durău Alexandru Fölker Nicolae Munteanu Vasile Oprea Adrian Simion Vasile Stîngă Neculai Vasilcă Maricel Voinea Trainer: Radu Voina |

### Vorrundenspiele
Die Vorrunde wurde in zwei Gruppen ausgetragen. Die Mannschaften spielten jeweils ein Spiel gegen jedes Gruppenmitglied. Die Vorrundensieger der beiden Gruppen spielten das Finale aus. Die beiden Gruppenzweiten spielten um den 3. Platz.

### Vorrunde
Die Vorrunde wurde in zwei Gruppen mit jeweils sechs Mannschaften ausgetragen.

#### Gruppe A
| Rang | Land        | S | G | U | V | Tore   | Punkte |
| ---- | ----------- | - | - | - | - | ------ | ------ |
| 1    | Jugoslawien | 5 | 4 | 1 | 0 | 123:76 | 9      |
| 2    | Rumänien    | 5 | 4 | 0 | 1 | 120:91 | 8      |
| 3    | Island      | 5 | 3 | 1 | 1 | 102:96 | 7      |
| 4    | Schweiz     | 5 | 2 | 0 | 3 | 83:102 | 4      |
| 5    | Japan       | 5 | 1 | 0 | 4 | 84:117 | 2      |
| 6    | Algerien    | 5 | 0 | 0 | 5 | 75:105 | 0      |

| Datum     | Ortszeit  | Begegnung   | Begegnung | Begegnung | Ergebnis      |
| --------- | --------- | ----------- | --------- | --------- | ------------- |
| 31. Juli  | 14:00 Uhr | Jugoslawien | -         | Island    | 22:22 (8:12)  |
| 31. Juli  | 18:30 Uhr | Schweiz     | -         | Japan     | 20:13 (7:6)   |
| 31. Juli  | 20:00 Uhr | Rumänien    | -         | Algerien  | 25:16 (11:7)  |
| 2. August | 18:30 Uhr | Jugoslawien | -         | Japan     | 32:15 (14:8)  |
| 2. August | 20:00 Uhr | Rumänien    | -         | Island    | 26:17 (16:11) |
| 2. August | 21:30 Uhr | Schweiz     | -         | Algerien  | 19:18 (10:10) |
| 4. August | 11:00 Uhr | Island      | -         | Japan     | 21:17 (9:9)   |
| 4. August | 14:00 Uhr | Jugoslawien | -         | Algerien  | 25:10 (13:3)  |
| 4. August | 20:00 Uhr | Rumänien    | -         | Schweiz   | 23:17 (13:9)  |
| 6. August | 18:30 Uhr | Rumänien    | -         | Japan     | 28:22 (12:11) |
| 6. August | 20:00 Uhr | Island      | -         | Algerien  | 19:15 (7:7)   |
| 6. August | 21:30 Uhr | Jugoslawien | -         | Schweiz   | 25:11 (12:6)  |
| 8. August | 11:00 Uhr | Island      | -         | Schweiz   | 23:16 (9:8)   |
| 8. August | 12:30 Uhr | Jugoslawien | -         | Rumänien  | 18:17 (8:10)  |
| 8. August | 18:30 Uhr | Japan       | -         | Algerien  | 17:16 (11:7)  |

#### Gruppe B
| Rang | Land           | S | G | U | V | Tore    | Punkte |
| ---- | -------------- | - | - | - | - | ------- | ------ |
| 1    | BR Deutschland | 5 | 5 | 0 | 0 | 114:95  | 10     |
| 2    | Dänemark       | 5 | 4 | 0 | 1 | 115:99  | 08     |
| 3    | Schweden       | 5 | 3 | 0 | 2 | 119:110 | 06     |
| 4    | Spanien        | 5 | 2 | 0 | 3 | 105:106 | 04     |
| 5    | USA            | 5 | 0 | 1 | 4 | 91:100  | 01     |
| 6    | Südkorea       | 5 | 0 | 1 | 4 | 123:157 | 01     |

| Datum     | Ortszeit  | Begegnung      | Begegnung | Begegnung | Ergebnis      |
| --------- | --------- | -------------- | --------- | --------- | ------------- |
| 31. Juli  | 11:00 Uhr | Schweden       | -         | Südkorea  | 36:23 (16:11) |
| 31. Juli  | 12:30 Uhr | Dänemark       | -         | Spanien   | 21:16 (6:8)   |
| 31. Juli  | 21:30 Uhr | BR Deutschland | -         | USA       | 21:19 (12:8)  |
| 2. August | 11:00 Uhr | Dänemark       | -         | Südkorea  | 31:28 (17:14) |
| 2. August | 12:30 Uhr | BR Deutschland | -         | Spanien   | 18:16 (7:9)   |
| 2. August | 14:00 Uhr | Schweden       | -         | USA       | 21:18 (10:6)  |
| 4. August | 12:30 Uhr | BR Deutschland | -         | Schweden  | 18:17 (11:7)  |
| 4. August | 18:30 Uhr | Spanien        | -         | Südkorea  | 31:25 (12:11) |
| 4. August | 21:30 Uhr | Dänemark       | -         | USA       | 19:16 (8:7)   |
| 6. August | 11:00 Uhr | BR Deutschland | -         | Südkorea  | 37:25 (18:11) |
| 6. August | 12:30 Uhr | Dänemark       | -         | Schweden  | 26:19 (11:9)  |
| 6. August | 14:00 Uhr | Spanien        | -         | USA       | 17:16 (10:9)  |
| 8. August | 14:00 Uhr | BR Deutschland | -         | Dänemark  | 21:18 (9:9)   |
| 8. August | 20:00 Uhr | Schweden       | -         | Spanien   | 26:25 (16:13) |
| 8. August | 21:30 Uhr | USA            | -         | Südkorea  | 22:22 (13:12) |

### Endrunde
Alle Spiele der Endrunde, bei der die jeweils Gleichplatzierten der Gruppen A und B gegeneinander antraten, fanden am 10. August 1984 statt.

#### Spiele um Plätze 5 bis 12
| Datum, Uhrzeit           | Team 1   | Team 2   | Ergebnis     |
| ------------------------ | -------- | -------- | ------------ |
| Spiel um Platz 11        |          |          |              |
| 10. Aug. 1984, 20:00 Uhr | Südkorea | Algerien | 25:21 (10:9) |
| Spiel um Platz 9         |          |          |              |
| 10. Aug. 1984, 18:30 Uhr | USA      | Japan    | 24:16 (9:5)  |
| Spiel um Platz 7         |          |          |              |
| 10. Aug. 1984, 11:00 Uhr | Schweiz  | Spanien  | 18:17 (9:9)  |
| Spiel um Platz 5         |          |          |              |
| 10. Aug. 1984, 12:30 Uhr | Schweden | Island   | 26:24 (14:9) |

#### Spiel um Platz 3
| Datum, Uhrzeit           | Team 1   | Team 2   | Ergebnis      |
| ------------------------ | -------- | -------- | ------------- |
| 11. Aug. 1984, 14:00 Uhr | Rumänien | Dänemark | 23:19 (15:10) |

#### Finale
| Datum, Uhrzeit           | Team 1      | Team 2         | Ergebnis    |
| ------------------------ | ----------- | -------------- | ----------- |
| 11. Aug. 1984, 15:30 Uhr | Jugoslawien | BR Deutschland | 18:17 (8:7) |

Die Halbzeitergebnisse sind in Klammern gesetzt.

### Torschützenliste
| Pl. | Spieler             | Team        | Spiele | Tore | FT | 7m |
| --- | ------------------- | ----------- | ------ | ---- | -- | -- |
| 1   | Björn Jilsén        | Schweden    | 6      | 50   | 30 | 20 |
| 2   | Vasile Stîngă       | Rumänien    | 6      | 47   | 31 | 16 |
| 3   | Mile Isaković       | Jugoslawien | 6      | 39   | 24 | 15 |
| 4   | Kang Jae-won        | Südkorea    | 6      | 33   | 23 | 10 |
| 5   | Sigurður Gunnarsson | Island      | 6      | 32   | 24 | 8  |
|     | Kang Tae-koo        | Südkorea    | 6      | 32   | 23 | 9  |
| 7   | Marian Dumitru      | Rumänien    | 6      | 30   | 30 | 0  |
| 8   | Veselin Vujović     | Jugoslawien | 6      | 28   | 19 | 9  |
| 9   | Cecilio Alonso      | Spanien     | 6      | 27   | 24 | 3  |
| 10  | Peter Lash          | USA         | 6      | 26   | 16 | 10 |

FT – Feldtore, 7m – Siebenmeter

### Mannschaftskader Platz 4 bis Platz 12
4.  Dänemark: Morten Stig Christensen, Anders Dahl-Nielsen, Peter Michael Fenger, Jørgen Gluver, Hans Hattesen, Carsten Haurum, Klaus Jensen, Mogens Jeppesen, Keld Nielsen, Erik Veje Rasmussen, Jens Erik Roepstorff, Per Skaarup, Poul Sørensen, Mikael Strøm; Trainer: Leif Mikkelsen
5.  Schweden: Göran Bengtsson, Per Carlén, Lennart Ebbinge, Lars-Erik Hansson, Claes Hellgren, Rolf Hertzberg, Björn Jilsén, Per Jilsén, Mats Lindau, Christer Magnusson, Per Öberg, Peter Olofsson, Mats Olsson, Sten Sjögren, Danny Sjöberg-Augustsson; Trainer: Roger Carlsson
6.  Island: Þorbergur Aðalsteinsson, Kristján Arason, Steinar Birgisson, Jens Einarsson, Alfreð Gíslason, Bjarni Guðmundsson, Guðmundur Guðmundsson, Sigurður Gunnarsson, Atli Hilmarsson, Þorbjörn Jensson, Brynjar Kvaran, Þorgils Mathiesen, Jakob Sigurðsson, Sigurður Valur Sveinsson, Einar Þorvarðarson; Trainer: Bogdan Kowalczyk
7.  Schweiz: Jürgen Bätschmann, René Barth, Markus Braun, Max Delhees, Roland Gassmann, Martin Glaser, Peter Hürlimann, Peter Jehle, Heinz Karrer, Uwe Mall, Martin Ott, Norwin Platzer, Martin Rubin, Max Schär, Peter Weber; Trainer: Sead Hasanefendić
8.  Spanien: Cecilio Alonso, Javier Cabanas, Juan de la Puente, Juan Pedro de Miguel, Pedro García, Rafael López, Agustín Millán, Juan Francisco Muñoz, José Ignacio Novoa, Jaime Puig, Javier Reino, Lorenzo Rico, Julián Ruiz, Eugenio Serrano Gispert, Juan José Uría; Trainer: Emilio Alonso Río
9.  Vereinigte Staaten: James Buehning, Robert Djokovich, Tim Dykstra, Craig Gilbert, Steven Goss, William Kessler, Stephen Kirk, Peter Lash, Michael Lenard, Joseph McVein, Gregory Morava, Rod Oshita, Thomas Schneeberger, Joe Story, Tim Funk; Trainer: Javier García Cuesta
10.  Japan: Seimei Gamō, Takashi Ikenoue, Yasou Ikona, Hidetada Ito, Koji Matsui, Mitsuaki Nakamoto, Kiyoshi Nishiyama, Takahiro Ohata, Nobuo Sasaki, Kenzo Seki, Yoshihiro Shiga, Katsutoshi Taguchi, Seiichi Takamura, Yukihiko Uemura, Shinji Yamamoto
11.  Südkorea: An Jin-soo, Choi Geun-yeon, Choi Tai-sub, Hwang Yo-na, Kang Duck-soo, Kang Jae-won, Kang Tae-koo, Koh Suk-chang, Lee Kwang-nam, Lee Sang-hyo, Lim Kyu-ha, Lim Young-chul, Park Byung-hong, Park Young-dae, Shim Jung-man
12.  Algerien: Omar Azeb, Djaffar Belhocine, Abdelkrim Bendjemil, Abdeslam Benmaghsoula, Brahim Boudrali, Mourad Boussebt, Mustapha Doballah, Abu Sofiane Draouci, Hocine Ledra, Kamel Maoudj, Mouloud Mokhnache, Zine Eddine Mohamed Seghir, Rachid Mokrani, Kamel Ouchia, Azzedine Ouhib; Trainer: Mohamed Aziz Derouaz

## Frauen
Der olympische Wettbewerb im Handball der Frauen wurde in einer Gruppe mit sechs Mannschaften ausgetragen.

### Spiele
| Platz  | Team                | Spiele | S | U | N | Tore    | Punkte |  | Jugoslawien | Korea Sud 1949 | China Volksrepublik | Vereinigte Staaten | Deutschland BR | Osterreich |
| ------ | ------------------- | ------ | - | - | - | ------- | ------ |  | ----------- | -------------- | ------------------- | ------------------ | -------------- | ---------- |
| Gold   | Jugoslawien         | 5      | 5 | 0 | 0 | 143:102 | 10     |  | X           | 29:23          | 31:25               | 33:20              | 20:19          | 30:15      |
| Silver | Südkorea            | 5      | 3 | 1 | 1 | 125:119 | 7      |  | 23:29       | X              | 24:24               | 29:27              | 26:17          | 23:22      |
| Bronze | Volksrepublik China | 5      | 2 | 1 | 2 | 112:115 | 5      |  | 25:31       | 24:24          | X                   | 22:25              | 20:19          | 21:16      |
| 4.     | Vereinigte Staaten  | 5      | 2 | 0 | 3 | 114:123 | 4      |  | 20:33       | 27:29          | 25:22               | X                  | 17:18          | 25:21      |
| 4.     | BR Deutschland      | 5      | 2 | 0 | 3 | 91:100  | 4      |  | 19:20       | 17:26          | 19:20               | 18:17              | X              | 18:17      |
| 6.     | Österreich          | 5      | 0 | 0 | 5 | 91:117  | 0      |  | 15:30       | 22:23          | 16:21               | 21:25              | 17:18          | X          |

### Mannschaftskader
1. Jugoslawien: Svetlana Anastasovska, Alenka Cuderman, Svetlana Dašić-Kitić, Slavica Đukić, Dragica Đurić, Mirjana Đurica, Emilija Erčić, Ljubinka Janković, Jasna Kolar-Merdan, Ljiljana Mugoša, Svetlana Mugoša, Mirjana Ognjenović, Zorica Pavićević, Jasna Ptujec, Biserka Višnjić; Trainer: Josip Samaržija
2. Südkorea: Han Hwa-soo, Jeong Hyoi-soon, Jeung Soon-bok, Kim Choon-rye, Kim Kyung-soon, Kim Mi-sook, Kim Ok-hwa, Lee Soon-ei, Lee Young-ja, Son Mi-na, Sung Kyung-hwa, Yoon Byung-soon, Yoon Soo-kyung
3. Volksrepublik China: Chen Zhen, Gao Xiumin, He Jianping, Li Lan, Liu Liping, Liu Yumei, Sun Xiulan, Wang Linwei, Wang Mingxing, Wu Xingjiang, Zhang Weihong, Zhang Peijun, Zhu Juefeng
4. BR Deutschland: Maike Becker, Elke Blumauer, Sabine Erbs, Astrid Hühn, Kerstin Jönßon, Sabrina Koschella, Corinna Kunze, Roswitha Mroczynski, Petra Platen, Vanadis Putzke, Silvia Schmitt, Dagmar Stelberg, Claudia Sturm; Trainer: Ekke Hoffmann
5. Vereinigte Staaten: Pamela Boyd, Reita Clanton, Theresa Contos, Sandra De La Riva, Mary Dwight, Carmen Forest, Melinda Hale, Leora Jones, Carol Lindsey, Cynthia Stinger, Penelope Stone, Janice Trombly, Sherry Winn, Dorothy Franco-Reed, Kim Howard; Trainer: Klement Capilar
6. Österreich: Gabriele Gebauer, Milena Gschiessl-Foltyn, Karin Hillinger, Ulrike Huber, Martina Neubauer, Gudrun Neunteufel, Ulrike Popp, Karin Prokop, Vesna Radovic, Sylvia Steinbauer, Maria Sykora, Monika Unger, Susanne Unger, Elisabeth Zehetner, Teresa Zielewicz